# Pipunculus himalayensis
Pipunculus himalayensis är en tvåvingeart som beskrevs av Enrico Adelelmo Brunetti 1912. Pipunculus himalayensis ingår i släktet Pipunculus och familjen ögonflugor. Inga underarter finns listade i Catalogue of Life.